# Final Fantasy IV
Final Fantasy IV (яп. ファイナルファンタジーIV Файнару Фантадзи: Фо:) — японская ролевая игра, разработанная и выпущенная компанией Square (ныне Square Enix) в 1991 году для приставки Super Nintendo Entertainment System, четвёртая часть серии Final Fantasy. Впоследствии при участии компаний Tose и Sting с небольшими изменениями портирована под такие консоли как PlayStation, WonderSwan Color, Game Boy Advance. В 2007 году переиздана для портативного устройства Nintendo DS с полностью трёхмерной графикой. Первое время в Северной Америке игра была известна под названием Final Fantasy II, так как вторая и третья части на тот момент за пределами Японии не выпускались, однако при последующих локализациях нумерация вернулась к оригинальному виду.
События Final Fantasy IV разворачиваются на вымышленной планете с искусственным и естественным спутниками на орбите, внешнее окружение выполнено в фэнтези-антураже с небольшим вкраплением научной фантастики. В центре сюжета — приключения тёмного рыцаря по имени Сесил, который пытается спасти мир от разрушения, помешав злому колдуну Голбезу захватить могущественные кристаллы. В ходе путешествия к герою присоединяются многие другие персонажи, некоторые в процессе погибают, либо покидают команду из-за других обстоятельств, продиктованных сюжетом.
Игра привнесла в серию многие элементы, позже использованные в последующих частях Final Fantasy и других ролевых играх. Особенно примечательна новая боевая система под названием «Active Time Battle», которая сочетает классический пошаговый режим со скоростью персонажей и реакцией игрока. Final Fantasy IV впервые в серии снабжает каждого игрового героя своей собственной предысторией и заданным заранее классом. С продуманным сюжетом, новейшими для своего времени технологиями и удачным саундтреком авторства Нобуо Уэмацу Final Fantasy IV стала поворотным моментом в истории развития серии и жанра РПГ в целом. Мировые продажи различных версий игры насчитывают более четырёх миллионов копий. В 2008 году для мобильных телефонов и в 2009 году для Wii был выпущен сиквел под названием Final Fantasy IV: The After Years.
В 2012 году было выпущено переиздание игры для iOS, а в 2013 году для Android.
По игре, кроме того, написан роман, изданный двумя томами 25 декабря 2008 года эксклюзивно на японском языке.

## Игровой процесс
Игрок управляет группой персонажей, которые путешествуют по миру и выполняют различные задания, что в свою очередь приводит к дальнейшему развитию истории. Перемещаясь между локациями, коими могут быть разнообразные города и подземелья, герои взаимодействуют с неигровыми персонажами, сражаются с противниками: монстрами и злодеями. Почти все сражения, за исключением боёв с боссами, происходят по принципу случайных встреч, то есть враги не видны и нападают через случайное число пройденных командой шагов. В режиме битвы игрок волен выбирать из списка доступные персонажам действия: атаковать, использовать предметы или специальные умения, защищаться, отступить и т. д. Впервые в серии группа может одновременно включать пятерых героев, тогда как в трёх предыдущих играх отряд был ограничен четырьмя персонажами.

Геймплей Final Fantasy IV, Каин и Сесил сражаются с монстрами

Важнейшей характеристикой героев, а также их противников, являются очки жизни (НР). Лишённый жизней монстр тут же погибает, оставленный без НР игровой персонаж уходит в нокаут, после чего должен быть приведён в чувства другим персонажем, либо в бою, либо по окончании боя. Если все присутствующие в битве герои растрачивают очки жизни до нуля, игра сразу же заканчивается проигрышем, после чего должна быть возобновлена с последнего сохранения. Восстановить здоровье можно с помощью специальных лечащих заклинаний, целебных предметов или посредством отдыха в гостиницах, которые присутствуют в каждом населённом пункте. В городах также расположены магазины, где продаётся различная экипировка (оружие и доспехи), которая, будучи используемой в бою, повышает или понижает повреждения, наносимые друг другу оппонентами. Настройка экипировки осуществляется через меню, там, кроме того, может быть задано построение группы — физически крепкие герои поставлены в передний ряд, персонажи поддержки и маги — в задний. Последовательность квестов и событий игры абсолютно линейна, жёстко заданный сюжет развивается поступательно от начала до конца, лишь изредка прерываясь сторонними необязательными для выполнения заданиями.
В четвёртой части впервые применена боевая система «Active Time Battle» (ATB), разработанная дизайнером Хироюки Ито совместно с планировщиками сражений Кадзухико Аоки и Акихико Мацуи. Её суть состоит в симбиозе классической пошаговой системы, использованной в трёх предыдущих играх, с боями в реальном времени — без жёсткой последовательности ходов. Если раньше персонажи и монстры делали ходы строго по очереди, то теперь очерёдность действий зависит от показателя скорости тех или иных юнитов, а также от реакции игрока, так как при появлении меню с набором команд игра не останавливается и противник не ждёт, пока игрок сделает свой выбор. При этом в опциях осталась возможность активации «режима ожидания», который, будучи включённым, останавливает сражение во время хода игрока, позволяя обдумывать действия сколь угодно долго. Впоследствии эта боевая система будет применена во многих последующих частях Final Fantasy.
Персональные характеристики каждого персонажа, его специальность, сильные и слабые стороны заданы заранее, в отличие от предыдущих игр серии, где особенности героев назначались игроком. Восемь из двенадцати персонажей могут пользоваться магией, которая подразделена на разрушительную «чёрную», восстанавливающую «белую», магию призыва различных существ и «ниндзюцу» — комбинацию атакующих и поддерживающих способностей, используемую одним единственным персонажем. Все заклинания и приёмы для каждого героя тоже установлены заранее и добавляются в арсенал либо по достижении определённых уровней, либо после каких-то сюжетных событий. В остальном развитие команды происходит традиционным для ролевых игр образом, за победу над противниками начисляются очки опыта, которые приводят к повышению уровня и соответственно характеристик, непосредственно влияющих на ход сражений. В связи с переходом игры на более производительную консоль графика Final Fantasy IV по сравнению с предыдущими частями существенно улучшилась. Интересным новшеством стала задействованная здесь технология Mode 7 — этот уникальный для Super Nintendo видеорежим позволил создать сложные визуальные эффекты при колдовстве заклинаний и сделал трёхмерным полёт на воздушном корабле.

## Сюжет

### Окружение и персонажи
Большинство событий Final Fantasy IV разворачиваются на Земле, Голубой планете, которая, тем не менее, полностью вымышлена и в отношении географии с настоящей Землёй не имеет ничего общего. Поверхность планеты населена людьми, в то время как под землёй царствуют гномы. На орбите планеты находится искусственная луна, давным-давно созданная инопланетной расой с целью спасения, так как их родной мир был уничтожен и превратился в пояс астероидов. Сами обитатели спутника пребывают во сне, ожидая, что когда-нибудь настанут благоприятные времена, они смогут спуститься на Землю и зажить вместе с людьми в мире и процветании. У планеты есть также вторая луна, естественная, но она не задействована в сюжете и персонажи не имеют возможности её посетить.

Концептуальный дизайн персонажей: Каина, Розы и Сесила. Позже эта иллюстрация, выполненная художником Ёситакой Амано, станет обложкой версии игры для GBA

Всего в игре 12 игровых персонажей, каждый обладает уникальными именем, характером, специализацией и предысторией. Главным героем повествования выступает Сесил Харви, тёмный рыцарь и командир «Красных крыльев», элитного воздушно-десантного подразделения на службе у королевства Барон. Он выполняет задания короля, путешествуя в различные уголки мира, при этом параллельно не менее успешную военную карьеру делает его лучший друг Каин Хайвинд, командир драгунов. Дома Сесила ждёт его возлюбленная Роза Фаррел, лучница и по совместительству белый маг. Воздушный корабль Сесила построен местным инженером-конструктором по имени Сид Поллендина. В ходе приключений к отряду протагониста присоединяются многие другие персонажи, в их числе Ридия, молодая призывательница монстров из деревни Мист, Телла, легендарный чародей из Мисидии, Эдвард Крис вон Муир, принц дамцианский и по призванию бард, а также Янг Фанг Лайден, глава монахов Фабула. В числе прочих персонажей — чёрный маг Палом и белый маг Пором, близнецы из волшебной деревни Мисидия, Эдвард «Лезвие» Джелардине, ниндзя из Эблэна, и, наконец, Фусоя — хранитель лунной расы на период, пока та пребывает во сне. Главным антагонистом является Земус, один из жителей луны, который стремится уничтожить всё человечество, чтобы планету смог заселить его народ. Для реализации своих коварных планов он манипулирует колдуном Голбезом.

### История
Сюжет начинается с нападения «Красных крыльев» на город Мисидия с целью завладеть находящимся там Кристаллом воды. После успешно выполненного задания капитан Сесил интересуется у короля причинами столь агрессивной политики, властитель королевства Барон оказывается крайне недоволен любознательностью своего подчинённого, понижает его в звании и даёт новое поручение — доставить посылку в близлежащую деревню Мист. Вместе со своим другом Каином главный герой прибывает в назначенное место, но из посылки внезапно высвобождаются огненные монстры, что приводит к полному уничтожению деревни. Юная Ридия, единственная выжившая в пожаре, в ярости вызывает землетрясение, по окончании которого друзья оказываются разделёнными. Сесил приходит в сознание и доставляет раненую Ридию в небольшой городок, там девочку пытаются похитить солдаты Барона, но герой её защищает.
Вскоре выясняется, что Роза, возлюбленная Сесила, последовала за ним и сейчас тяжело больна пустынной лихорадкой. Кроме того, на пути встречается колдун Телла, отправившийся в Дамцианский замок на поиски своей сбежавшей дочери Анны. Неожиданно замок подвергается атаке «Красных крыльев», Анна погибает, а Эдвард, её любовник и местный принц, объясняет причину случившегося — воздушные войска королевства, находящиеся ныне под командованием некоего Голбеза, совершили это нападение, чтобы выкрасть Кристалл огня. Телла в одиночку уходит на поиски возмездия, желая отомстить Голбезу за смерть дочери, в то время как остальные персонажи находят лекарство для Розы и следуют в город Фабул, надеясь защитить Кристалл ветра. По пути к ним присоединяется мастер боевых искусств Янг, точно так же недовольный агрессивными действиями королевства. Как и ожидалось, вскоре на горизонте появляются «Красные крылья», причём в их рядах состоит Каин, он побеждает своего друга Сесила и забирает кристалл, тогда как Голбез захватывает в плен попытавшуюся вмешаться Розу.
Путешествие обратно в Барон прерывается нападением морского монстра Левиафана, в результате кораблекрушения персонажи разделяются, а Сесил обнаруживает себя в городе Мисидия. Герой понимает, что для победы над Голбезом должен взобраться на высокую гору, раскаяться во всех своих преступлениях и стать святым паладином. В ходе восхождения он встречает близнецов Палом и Паром, которые соглашаются оказать ему помощь, а также старика Теллу, разыскивающего запретное заклинание «Метеор» — только с ним он сможет одолеть злодея. Сесил становится паладином, Телла находит заклинание, хотя и не может его использовать из-за огромной разрушительной силы. Прибыв в столицу королевства, герои наблюдают, что все подданные находятся во власти чар Голбеза, и даже король заменён страшным монстром. Сражаясь с подручными злодея, команда отступает на воздушном корабле Сида, местного инженера, при этом близнецы Палом и Паром ради спасения друзей жертвуют жизнями, превращаются в каменные статуи. На корабле внезапно появляется Каин и предлагает Сесилу принести Кристалл земли в обмен на жизнь Розы. Ничего другого не остаётся, персонажи находят Кристалл земли, отдают его Каину, и тот приглашает их в башню, где удерживается заложница. На самой вершине Голбез получает заветный кристалл и пытается сбежать, Телла ценой собственной жизни колдует на него «Метеор», но заклинание лишь ослабляет злодея — этого, тем не менее, оказывается достаточно, чтобы тот утратил контроль над Каином. Освободившийся от чар драгун помогает спасти Розу, и персонажи из разрушенной башни вновь отправляются в Барон.
Каин объясняет цели злодея — Голбез собирает кристаллы для того, чтобы открыть сообщение между планетой и луной, однако кроме уже имеющихся четырёх ему потребуются ещё четыре тёмных кристалла, находящиеся в мире подземелья. Герои спускаются под землю и узнают, что два тёмных кристалла уже захвачены, а за третий «Красные крылья» ведут сражение с гномами. Персонажи помогают гномам отбить нападение и покидают подземелье, при этом Сид пропадает, пытаясь запечатать подземелье, оградить его от будущих вмешательств. Персонажи путешествуют в башню Бабиль, место, где хранятся все кристаллы, но попадают в устроенную Голбезом ловушку, которая сбрасывает их обратно в мир подземелья. Там развязывается борьба за последний восьмой кристалл, злодей снова берёт под контроль сознание Каина и с его помощью выходит из противостояния победителем. Героям становится известно о существовании «Лунного кита», древнего корабля, разработанного специально для путешествий на луну, они находят его и отправляются в космос вслед за Голбезом.
На луне персонажи встречают мудреца по имени Фусоя, который рассказывает, что отец Сесила в действительности был представителем лунной расы. Он также объясняет, что Голбез всё это время сам находился во власти чар жителя луны Земуса, который манипулировал землянами с целью активации гигантского робота, способного уничтожить всё человечество. Вернувшись на землю, при поддержке армий двух миров, надземного и подземного, отряд выводит робота из строя, при этом Фусоя развеивает чары над сознанием Голбеза, и выясняется, что тот приходится Сесилу старшим братом. Персонажи вновь отправляются на луну и при поддержке Голбеза убивают Земуса, а также высвободившегося после его смерти злого духа — Зеромуса. Фусоя и Голбез принимают решение остаться на луне и ждать тех времён, когда земляне смогут жить с лунной расой мирно. В эпилоге показывают стоящего на вершине горы Каина, в то время как остальные герои празднуют свадьбу Сесила и Розы, которые отныне являются правителями королевства Барон.

## Разработка
По окончании работы над Final Fantasy III в 1990 году руководство компании пришло к решению о создании сразу двух новых частей серии — одна должна была выйти для Nintendo Entertainment System, вторая — для только что появившейся на рынке приставки Super Nintendo Entertainment System, под названиями Final Fantasy IV и Final Fantasy V соответственно. Однако из-за финансовых трудностей и сжатых сроков от игры для NES в итоге пришлось отказаться, сконцентрировав все производственные мощности на проекте для более производительной системы. Несколько первых кадров NES-версии были опубликованы в некоторых японских журналах, но дальше этого дело не ушло, и название Final Fantasy IV перешло к SNES-версии. Ведущим дизайнером четвёртой части выступил Такаси Токита, для которого данная игра стала первой полноценной работой в Square. До этого Токита склонялся к карьере театрального актёра, но, занимаясь этим проектом, передумал, решив стать «великим создателем» видеоигр. В разработке принимал участие и главный дизайнер предыдущей части, Хиромити Танака, он, в частности, предложил принципиально новую систему отображения сражений, позволяющую отдавать персонажам команды без использования какого-либо меню интерфейса. От этой идеи отказались, но многие её принципы позже были реализованы в Secret of Mana, ролевой игре с элементами экшн. Всего в команде разработчиков состояли 14 человек, для создания Final Fantasy IV им потребовалось около года непрерывной работы.
Авторство основных идей по-прежнему принадлежит геймдизайнеру Хиронобу Сакагути, например, это именно он придумал назвать воздушные войска королевства Барон «Красными крыльями». Сакагути отвечал за всю концепцию в целом, тогда как Токита планировал конкретные события сюжета и рисовал пиксельную графику. Молодой дизайнер отмечал, что работать приходилось с большим напряжением, и без предельной концентрации им никогда бы не удалось довести этот проект до конца. По словам Токиты, Final Fantasy IV разрабатывалась с той мыслью, чтобы заимствовать наиболее удачные идеи предыдущих частей: профессии Final Fantasy III и повествовательность Final Fantasy II. Четыре босса, соответствующие четырём традиционным японским стихиям и ставшие впоследствии своеобразным символом четвёртой части, присутствовали ещё в самой первой игре. Также наблюдается существенное влияние конкурентной серии Dragon Quest, в особенности Dragon Quest II. Главная задумка на сюжет Final Fantasy IV заключалась в «движении от тьмы к свету», что проявилось в образе Сесила, и акценте на семейных и дружеских отношениях между большим количеством разнородных личностей. Кроме всего прочего, явно проступает идея о том, что «одна грубая сила ничего не решает». Токита считает четвёртую часть первой поистине драматической игрой в серии и первой японской ролевой игрой с «настолько глубокими персонажами и сюжетом».
Изначальный сценарий получился слишком большим и не удовлетворял вместимости картриджей, поэтому его в спешном порядке пришлось сокращать. Токита отмечал, тем не менее, что были убраны только «лишние диалоги», тогда как все ключевые для сюжета события остались нетронутыми. При этом позже он признался, что некоторые элементы получились «неясными» или «недостаточно проработанными», оставаясь таковыми вплоть до будущих переизданий для других приставок. К примеру, с самого начала они собирались включить в игру сложное подземелье, открывающееся ближе к концу прохождения, где для каждого героя было бы своё отдельное испытание. В итоге на это подземелье не хватило ни времени, ни вместимости, а появилось оно только спустя 14 лет в версии для Game Boy Advance под названием «Лунные руины». Благодаря переходу на более производительную консоль художник Ёситака Амано получил возможность создавать более детализированные по сравнению с предыдущими частями иллюстрации, чётче выражать индивидуальность того или иного персонажа.

### Музыкальное сопровождение
Написанием музыки традиционно занимался композитор Нобуо Уэмацу. Процесс создания саундтрека он назвал мучительным, сопровождавшимся большим количеством проб и ошибок, отметив также, что команда, отвечающая за музыку, несколько суток безвылазно провела в офисе Square, ночуя в спальных мешках. Музыкальный ряд удостоился положительных отзывов, рецензенты хвалили прежде всего высокое качество звучания композиций, достигнутое вопреки техническим ограничениям. «Тема любви» оказалась настолько удачной, что попала в программу общеобразовательных японских школ. До сих пор многие дорожки, присутствующие в игре, Уэмацу исполняет на различных своих концертах.
В Японии были выпущены три альбома с музыкой из игры. 14 июня 1991 года вышел полный оригинальный саундтрек Final Fantasy IV: Original Sound Version, содержащий все 44 звуковые дорожки. За ним 24 октября последовал альбом Final Fantasy IV: Celtic Moon, на котором избранные композиции представлены в аранжировках, навеянных кельтскими мотивами. Третий альбом, изданный 21 апреля 1992 года под названием Final Fantasy IV Piano Collections, представляет собой набор мелодий в исполнении Тосиюки Мори соло на фортепиано. Данный релиз дал начало целой серии альбомов Piano Collections, каждая последующая часть Final Fantasy имеет в своей дискографии подобный акустический сборник. Многие песни позже включались в различные музыкальные компиляции Square, например, созданная Нобуо Уэмацу рок-группа The Black Mages записала для одного из своих альбомов «Тему Зеромуса», вокальная версия «Темы любви» попала в сборник Final Fantasy: Pray. Песни часто исполняются на живых выступлениях, посвящённых музыке из видеоигр, и присутствуют в сопутствующих концертных альбомах. В частности, «Красные крылья», «Тема любви» и «Заключительная тема» в 1991 году звучали в исполнении Токийского филармонического оркестра. Для гастрольного тура Distant Worlds — Music from Final Fantasy «Тему любви» сыграл Королевский стокгольмский оркестр, песни состояли в сет-листе серии выступлений Tour de Japon: Music from Final Fantasy, где исполнялись Новым японским филармоническим оркестром. Несколько ремиксов выпустила независимая, но официально лицензированная группа Project Majestic Mix, которая специализируется на микшировании музыки из игр. Некоторые композиции появлялись в различных фанатских додзин-альбомах, неоднократно фигурировали на многочисленных сборниках кавер-версий тематических сайтов вроде OverClocked ReMix.

### Североамериканская локализация
Две предыдущие части Final Fantasy в Северной Америке не издавались, поэтому, чтобы соблюсти последовательность нумерации, в ходе перевода название игры изменили с Final Fantasy IV на Final Fantasy II. При последующих переизданиях, однако, нумерация вернулась к оригинальной. Английская версия сохранила сюжет, графику и музыку первоисточника, но при этом разработчики, стараясь удовлетворить требованиям начинающих игроков, существенно уменьшили сложность. Диалоги и предыстории некоторых персонажей подверглись сокращению из-за технических ограничений, связанных с вместимостью картриджей SNES. Например, полностью исчезла предыстория Каина и описание его взаимоотношений с отцом, а также мотивация Земуса в его планах колонизации Земли. В числе прочих изменений — удаление явных отсылок к иудаизму и христианству, потенциально непристойных графических иллюстраций. Магия под названием «Святость» была переименована в «Белизну», исчезли упоминания молитвы, в частности «Башня молящихся» в Мисидии стала «Башней желаний», хотя один из белых магов внутри по-прежнему именует её оригинальным названием. По сюжету некоторые персонажи погибают, авторы локализации изменили эти сцены таким образом, чтобы прямых упоминаний их смерти в диалогах не было. Цензуру переведённой версии в соответствии со своими нормами осуществила компания Nintendo of America, поскольку американская рейтинговая организация ESRB на тот момент ещё не существовала.

## Переиздания

Два кадра из североамериканской версии Final Fantasy IV для Game Boy Advance. Изображены существа славянской мифологии, а именно: леший и домовой

Final Fantasy IV имеет множество различных ремейков и переизданий. Раньше всех появилась так называемая Final Fantasy IV Easytype, версия со значительно уменьшенной сложностью, предназначенная для самых юных японских игроков. В игровой баланс были внесены некоторые изменения, делающие её ещё проще, чем даже американская тоже упрощённая версия. Говоря конкретно, авторы увеличили атакующую силу используемого персонажами оружия и повысили защитные характеристики отдельных доспехов и экипируемых аксессуаров.
21 марта 1997 года игра была переиздана в Японии для приставки PlayStation, портирование осуществила компания Tose, главным дизайнером и режиссёром выступил Кадзухико Аоки, продюсированием занимались Фумиаки Фукая и Акихиро Имаи. Эта версия практически ничем не отличается от оригинала, за исключением некоторых корректировок из Easytype. Появились вступительный и завершающий видеоролики, созданные с использованием технологии FMV, а также возможность быстрого передвижения в локациях и возможность сохранения в любой точке карты мира. 11 марта 1999 года игру включили в сборник Final Fantasy Collection, куда также вошли PlayStation-версии Final Fantasy V и Final Fantasy VI. Сборник сопровождался пятитысячным коллекционным изданием, которое кроме диска с играми включало ещё и дизайнерский будильник, оформленный в стиле «Последней фантазии». В Северной Америке PlayStation-версия выходила в 2001 году на диске под названием Final Fantasy Chronicles в паре с игрой Chrono Trigger. В Европе и Австралии эта же версия вышла год спустя на сборнике Final Fantasy Anthology в паре с пятой частью серии. Грубые ошибки предыдущего английского перевода были исправлены, но некоторые уже успевшие стать знаменитыми фразы наподобие «You spoony bard!» — сохранились в неизменном виде. Эту же версию позже адаптировали для карманной системы WonderSwan Color, при этом спрайты и задние фоны улучшились, порт примечателен повышенной детализацией и более развитой цветовой палитрой.
Затем последовал порт для портативного устройства Game Boy Advance, тоже выполненный компанией Tose — эта портативная версия вышла во всех регионах в 2005 и 2006 годах под названием Final Fantasy IV Advance. В Японии также распространялось ограниченное издание в комплекте с консолью Game Boy Micro, на лицевой стороне которой были изображены персонажи Сесил и Каин. Графика стала ещё лучше, незначительные изменения коснулись музыкального ряда. Команда локализаторов полностью переработала английский перевод, существенно расширив сюжетную составляющую и восстановив некоторые ранее утраченные детали повествования. Название уникальных способностей и заклинаний были приведены в соответствие с японским оригиналом, например, магия «Bolt2» вернулась к изначальному варианту «Thundara». Добавились новые подземелья с редкими образцами оружия и доспехов, где, кроме всего прочего, можно сразиться с самыми сильными в игре монстрами.
В 2007 году к двадцатилетию серии Final Fantasy игру переделали с полностью трёхмерной графикой и выпустили для карманной консоли Nintendo DS. Кроме полигонального окружения эта версия получила ещё несколько примечательных новшеств, в числе которых голосовое озвучивание действующих лиц, дополнительные мини-игры, незначительные изменения в геймплее. За разработку ответственна компания Matrix Software, ранее занимавшаяся созданием аналогичного ремейка Final Fantasy III, причём командой разработчиков руководили люди из оригинального состава авторов: Такаси Токита взял на себя роль исполнительного директора и режиссёра, продюсером выступил Томоя Асано, дизайн сражений выполнил Хироюки Ито. Существенно преобразованные кат-сцены сюжетных событий спланировал аниматор Ёсинори Канада, музыку переписали композиторы Дзюнъя Накано и Кенъитиро Фукуи.
Оригинальная версия с августа 2009 года стала доступной для скачивания через сервис Virtual Console для последующей игры на приставке Wii, в 2010 году появились такие же версии для Северной Америки и PAL-региона. Одновременно с этим в продажу поступила версия, предназначенная для мобильных телефонов с поддержкой технологии i-mode. Все нововведения, добавленные в предыдущие релизы, присутствуют и здесь, кроме того, игрокам доступно новое эксклюзивное подземелье, открывающееся после полного прохождения сюжетной части игры. В 2011 году была выпущена четвёртая часть на карманную консоль PlayStation Portable в составе сборника Final Fantasy IV: Complete Collection, где игра представлена вместе со своим продолжением Final Fantasy IV: The After Years, а также с дополнительными короткими эпизодами показывающими события произошедшие сразу после окончания оригинальной Final Fantasy IV и создающие более плавный переход к The After Years. Графика в Complete Collection двухмерная, хотя все текстуры перерисованы в более высоком разрешении; музыка переаранжирована с добавлением нескольких новых мелодий (также в игре присутствует возможность выбора оригинального 8-битного саундтрека), аранжировкой саундтрека занимался композитор Масаси Хамаудзу.

## Продажи и отзывы
| Сводный рейтинг       | Сводный рейтинг | Сводный рейтинг | Сводный рейтинг |
| Издание               | Оценка          | Оценка          | Оценка          |
| Издание               | DS              | GBA             | SNES            |
| --------------------- | --------------- | --------------- | --------------- |
| GameRankings          | 85,00 %         | 83,33 %         | 87,04 %         |
| Иноязычные издания    |                 |                 |                 |
| Издание               | Оценка          | Оценка          | Оценка          |
| Издание               | DS              | GBA             | SNES            |
| 1UP.com               | N/A             | 8,5 / 10        | N/A             |
| EGM                   | N/A             | 8,83 / 10       | 8 / 10          |
| Famitsu               | N/A             | 33 / 40         | 36 / 40         |
| Game Informer         | N/A             | 8,75 / 10       | N/A             |
| GamePro               | N/A             | [ 69 ]          | [ 70 ]          |
| GameSpot              | N/A             | 8,3 / 10        | N/A             |
| GameSpy               | N/A             | [ 75 ]          | N/A             |
| IGN                   | N/A             | 8,6 / 10        | N/A             |
| Nintendo Power        | N/A             | 9 / 10          | [ 70 ]          |
| Русскоязычные издания |                 |                 |                 |
| Издание               | Оценка          | Оценка          | Оценка          |
| Издание               | DS              | GBA             | SNES            |
| «Страна игр»          | 7 / 10          | 7,5 / 10        | N/A             |

Продажи оригинальной японской версии составили 1,44 млн копий. Мировые продажи на 31 марта 2003 года, учитывая ремейки для PlayStation и WonderSwan Color, насчитывают 2,16 млн экземпляров, из них 1,82 в одной только Японии и 0,34 — в остальных регионах. В 2007 году перед выпуском NDS-версии во всём мире было продано около 3 млн копий, по состоянию на май 2009 года к этому количеству добавились ещё 1,1 млн. Летом 2018 года, благодаря уязвимости в защите Steam Web API, стало известно, что точное количество пользователей сервиса Steam, которые играли в игру хотя бы один раз, составляет 135 594 человека.
Многие обозреватели называли Final Fantasy IV среди величайших игр всех времён, отмечая появление здесь многих элементов, которые позже станут традиционными для большинства японских ролевых игр, похвалы удостоилась впервые использованная здесь «концепция непрерывного драматического повествования». Описывая достоинства четвёртой части, рецензенты чаще всего пишут о графике, геймплее и музыке. Нередко её называют одной из первых ролевых игр с комплексным сюжетом. Журнал Nintendo Power охарактеризовал Final Fantasy IV «новым стандартом совершенства» в области ролевых игр, позже издание поставило игру на девятое и двадцать восьмое места в своих списках «100 величайших игр Нинтендо» в 100-м и 200-м выпусках соответственно. Крайне положительный обзор был опубликован в марте 1992 года журналом GamePro — издание присудило игре максимальный возможный балл. В 2005 году портал IGN поставил четвёртую часть на двадцать шестое место в перечне величайших игр всех времён — наивысшая позиция среди всех «Последних фантазий», однако в таком же ранжировании 2007 года удостоил её лишь пятьдесят пятой строки, пропустив вперёд Final Fantasy VI и Final Fantasy Tactics. На основе голосования читателей, проводимого в 2006 году японским журналом Famitsu, игра названа шестой лучшей из всех когда-либо выпущенных. Среди отрицательных качеств обычно называют низкое качество перевода английской SNES-версии, который изобилует ошибками и сокращениями, и отсутствие гибкой кастомизации персонажей.
Сборник Final Fantasy Collection разошёлся тиражом в 400 тысяч копий и в 1999 году занял 31-е место японского игрового чарта. Еженедельник Famitsu присудил ему 54 балла из 60 — оценивали шестеро опытных обозревателей, каждый по десятибалльной системе. Final Fantasy IV Advance тоже была встречена похвалой рецензентов, хотя некоторые отмечали недостаточно качественную для современных игр графику, особенно в сравнении с Final Fantasy VI. Несмотря на то, что перевод на английский язык был полностью переработан, некоторые фанаты всё равно отыскали в тексте ошибки и неточности, возникшие в ходе локализации. Версия для Nintendo DS удостоилась положительных оценок прежде всего за визуальное исполнение, а также за новшества в геймплее и новые кат-сцены. Анатолий Сонин, критик журнала Страна Игр, назвал эту версию «одной из самых красивых игр на DS», отметив при этом, что по сегодняшним меркам она всё же немного устарела: «Поражающий воображение сюжет стал просто хорошим, а герои из потрясающих превратились в адекватных». Final Fantasy IV претендовала на звание лучшей ролевой игры для NDS 2008 года по версии сайта IGN, но в итоге уступила другой игре Square Enix — The World Ends with You.

## Продолжение игры
У Final Fantasy IV есть прямое продолжение под названием Final Fantasy IV: The After Years, выпущенное в 2008 году для мобильных телефонов FOMA 903i, подключённых к оператору связи NTT DoCoMo. События игры разворачиваются 17 лет спустя и описывают приключения Сеодора, сына Сесила и Розы, который вместе со старыми персонажами и некоторыми новыми отправляется в путешествие, чтобы помешать планам другого злодея, стремящегося уничтожить человечество. Игровой процесс в целом остался прежним, но добавились некоторые новые элементы, например, боевая система напрямую связана с фазами луны, меняющимися после посещения гостиниц. Они оказывают влияние на физические и магические силы как персонажей, так и противников, причём разным фазам соответствуют разные монстры, попадающиеся в ходе путешествия. Также присутствует «система связок» наподобие имеющейся в Chrono Trigger, она позволяет нескольким героям атаковать одновременно, нанося врагам огромные повреждения. Игра издавалась отдельными частями, каждая из которых, как правило, выходила раз в месяц и была посвящена определённому персонажу. В 2009 году The After Years появилась в сервисе WiiWare, в марте 2011 года состоялся релиз для PlayStation Portable, где она представлена вместе с оригинальной игрой в составе сборника Final Fantasy IV: Complete Collection.